# Frickenhausen, Baden-Württemberg
Frickenhausen är en kommun och ort i Landkreis Esslingen i regionen Stuttgart i Regierungsbezirk Stuttgart i förbundslandet Baden-Württemberg i Tyskland. Kommunen Tischardt uppgick i Frickenhausen 15 april 1972 och Linsenhofen 1 januari 1975.
Kommunen ingår i kommunalförbundet Stadt Nürtingen tillsammans med kommunerna Großbettlingen, Nürtingen, Oberboihingen, Unterensingen och Wolfschlugen.